# Aristolochia panamensis
Aristolochia panamensis är en piprankeväxtart som beskrevs av Standley. Aristolochia panamensis ingår i släktet piprankor, och familjen piprankeväxter. Inga underarter finns listade i Catalogue of Life.